# Federigo Tozzi
Federigo Tozzi (Siena, 1º gennaio 1883 – Roma, 21 marzo 1920) è stato uno scrittore, poeta, drammaturgo e giornalista italiano.
Per lungo tempo misconosciuto, è stato rivalutato solo molti anni dopo la sua scomparsa ed è ormai considerato uno dei più importanti narratori italiani del Novecento, oggetto di un'attenzione critica sempre crescente.

## Biografia

### Anni giovanili
Nacque a Siena il 1º gennaio 1883, da Annunziata Automi e da Federigo Tozzi, detto Ghigo.
(Federigo Tozzi, Persone - in Opere, a cura di M. Marchi, 1987, p. 698)
La madre era una trovatella di origini povere, che aveva visto nel matrimonio con Ghigo la possibilità di superare la propria condizione di inferiorità sociale. La donna ebbe una salute cagionevole: era affetta da epilessia. Figura gentile e mite, nei confronti dello scrittore ebbe sempre un affetto sincero, seppur subordinato al timore nei confronti del marito. Resterà sempre sottomessa a Ghigo, incapace di opporsi ai suoi tradimenti e alla violenza esercitata sul figlio.
Il padre, un contadino del contado senese, era un uomo molto abile negli affari, ma piuttosto rude: impose al figlio il suo stesso nome, esercitando su di lui, già nel dato onomastico, una forma di predominio. Nei suoi confronti mantenne sempre un atteggiamento dispotico e violento: i suoi momenti di collera e il suo disprezzo verso la cultura provocarono molti traumi a Federigo, dotato di una forte sensibilità.
Ghigo, dotato di forte senso pratico, possedeva il "Ristoratore il Sasso" presso l'Arco dei Rossi e due poderi nei dintorni di Siena: grazie a tali attività era riuscito ad arricchirsi notevolmente. Non sopportava che il figlio, concepito come prolungamento della sua identità, si dimostrasse profondamente diverso da lui: il giovane Tozzi rifiutò sempre di occuparsi della trattoria e del podere, è disobbediente e indisciplinato, inadatto all'amministrazione; Ghigo non sopportava, in particolare, che il figlio perdesse tempo con la letteratura, piuttosto che aiutarlo nella gestione della trattoria e dei campi.
La figura paterna ispirò numerosi personaggi delle prose dello scrittore, dai protagonisti delle novelle al cinico Domenico Rosi, genitore di Pietro, protagonista del capolavoro Con gli occhi chiusi.
Dopo la morte della madre nel 1895, il padre si risposò nel 1900; Tozzi avrebbe poi trasposto la matrigna in Luigia, personaggio de Il podere.

### La formazione scolastica
I contatti del ragazzo con la scuola si rivelarono subito difficili e conflittuali. Tozzi frequentò la scuola elementare da privatista, in seminario e in seguito nel Collegio Arcivescovile di Provenzano, a Siena, dal quale fu allontanato per cattiva condotta nel 1895, anno in cui morì sua madre. Allora il padre, che riteneva le lezioni troppo costose, decise di iscriverlo all'Istituto delle Belle Arti. Vi trascorse tre anni piuttosto burrascosi e nel luglio del 1897 fu espulso per cattiva condotta e assenze ingiustificate. Si iscrisse in seguito alle scuole tecniche e ne frequentò i corsi a Siena e a Firenze, ma con scarso profitto. Nel 1902, essendo rimandato in alcune materie per l'ammissione alla terza classe, abbandonò per sempre gli studi regolari.
In quegli anni, però, pur avendo studiato in modo saltuario e molto disordinato, sviluppò un grande amore per la lettura e cominciò a frequentare la Biblioteca comunale di Siena, dove si formò una cultura aperta ai più diversi influssi, soprattutto a quelli della moderna psicologia. Dallo spoglio dei registri di lettura, risulta che Tozzi richiedesse testi di autori come Edmondo De Amicis e Francesco Petrarca, Gabriele D’Annunzio, Giosue Carducci, Ovidio, Dante, Giacomo Leopardi, Johann Wolfgang Goethe e Henrik Ibsen.

### Prime esperienze culturali e amorose
Nel 1901 si iscrisse al Partito Socialista degli Italiani, dichiarandosi, tuttavia, anarchico, e strinse amicizia con l'intellettuale Domenico Giuliotti, al quale sarà legato per sempre per ideali politici e poetici.
L'interesse politico si spense, nel 1904, in coincidenza della guarigione da una cecità dovuta ad una malattia venerea che lo costringe all'isolamento. In seguito alla malattia, entra in crisi esistenziale; crisi che supera con la conversione religiosa. Si stacca dal socialismo e approda a posizioni reazionarie, ispirate a un cattolicesimo apocalittico e medievale.
Nel 1902 lesse Principi di psicologia e Varie forme della coscienza religiosa di William James, testo che influenzò considerevolmente la composizione di Tozzi in testi come Paolo, poema in prosa il cui protagonista è un superomistico eroe sconfitto in chiave biblico-simbolista (scritto nell'estate del 1908), e Adele, romanzo pubblicato postumo a cura del figlio Glauco che tratta di giovane donna isterica, che vive rapporti conflittuali con se stessa, con i propri genitori e con l’ambiente circostante.
In questi anni, iniziò il suo rapporto con una contadina alle dipendenze di famiglia, Isola, ragazza sensuale e astuta, che poco tempo dopo ritrovò a Firenze, incinta di un altro uomo. La personalità della giovane donna venne poi trasposta in Ghìsola di Con gli occhi chiusi. Seppur intensa, la relazione durò poco: l'attenzione di Federigo, dopo la delusione vissuta con la contadina, volse a un'altra donna.
Infatti, risale al 1902 l'inizio dell'intenso carteggio con Annalena, senhal che, Novale, la raccolta di epistole pubblicata postuma come diario intimo dell'autore, ha poi dimostrato nascondere l'identità della futura moglie di Tozzi, Emma Palagi, conosciuta tramite una corrispondenza nata su un giornale. Il legame tra i due giovani fu tuttavia fortemente osteggiato dai genitori di entrambi e aggravò il pessimo rapporto tra Federigo e il padre.

### Le prime opere e il sessennio di Castagneto

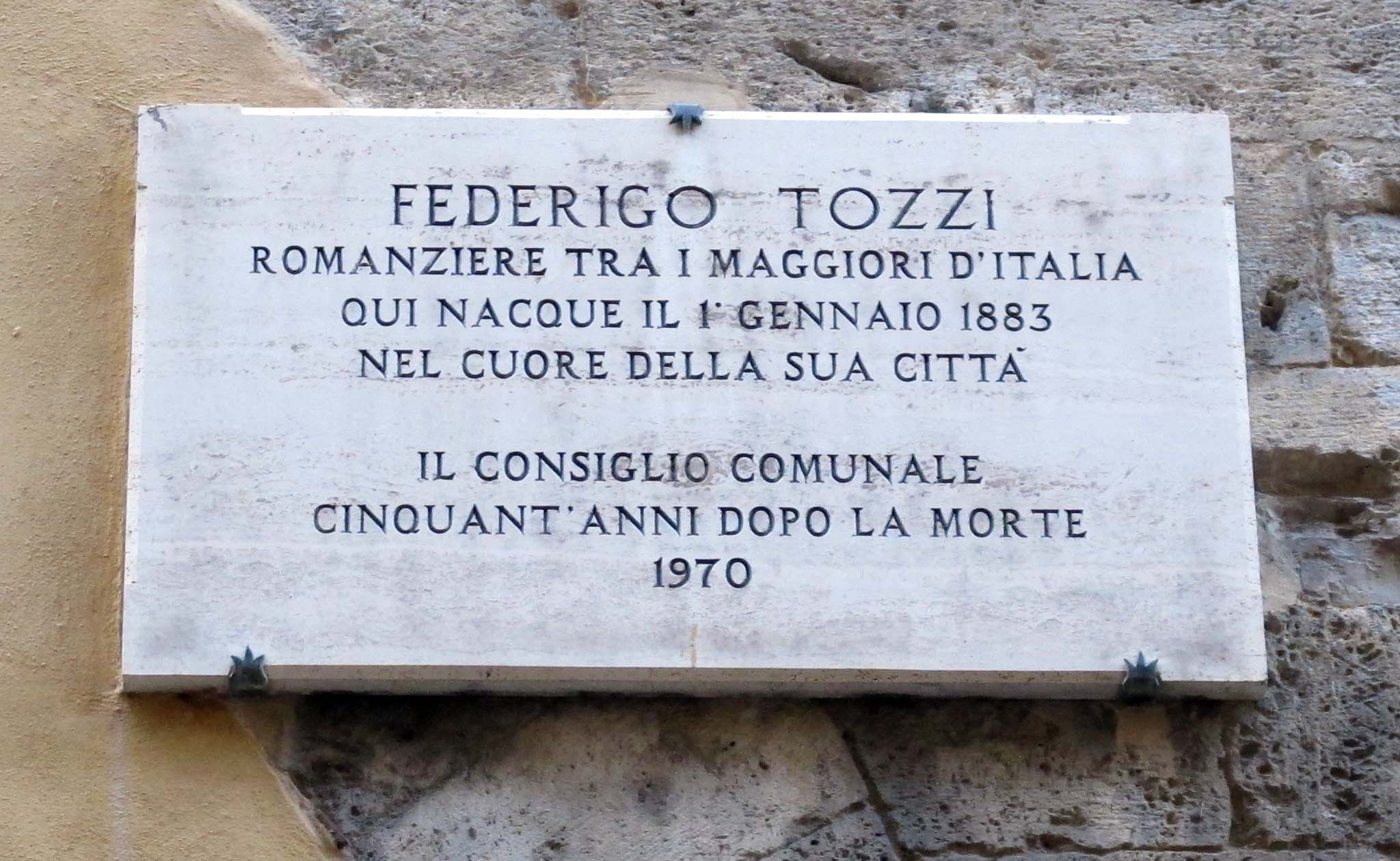
Lapide nella casa di Siena, in Banchi di Sopra

#### L'esperienza in ferrovia, la morte del padre, le prime prove letterarie
Volendosi allontanare da Siena e dal dominio del padre (che nel frattempo si è sposato per la seconda volta e ha una relazione con una domestica), nel 1907 si recò a Roma cercando impiego come giornalista. Non avendo avuto fortuna, tornò a Siena e, dopo aver vinto un concorso, iniziò a lavorare nelle ferrovie, a Pontedera, dove resta dal 5 marzo al 26 aprile 1908, fino al trasferimento a Firenze. Tuttavia, a seguito di un incidente, nella primavera del 1908 Ghigo fu colpito da un’infezione alle gambe; la sua salute si aggravò e il 15 maggio morì senza lasciare disposizioni testamentarie: rientrato a Siena per tale ragione, il 30 maggio, Tozzi, libero dal disappunto del padre, sposò Emma.
Erede dei beni del padre, decise di lasciare l’impiego alle Ferrovie e di trasferirsi a Castagneto per occuparsi dei possedimenti paterni, dove si stabilì con la moglie e con la matrigna, Carlotta.
Tozzi liquidò immediatamente la trattoria, e il secondo podere venne venduto. Difatti, l’assenza di un testamento diede adito alla famiglia di avviare una serie di contestazioni sulla spartizione ereditaria, contrasti che fecero da cornice a opere successive tozziane come L’eredità o Il podere. Le battaglie legali perse, la cattiva gestione amministrativa delle proprietà misero a dura prova le finanze di Tozzi. Nonostante ciò, con il trasferimento a Castagneto, inizia il periodo che la critica è solita definire "Sessennio di Castagneto" (1908-1914), periodo che risultò cruciale per l'esistenza di Tozzi e particolarmente proficuo dal punto di vista letterario.
In questi anni, Tozzi, che nelle lettere ad Annalena si era descritto come «un autodidatta privo di metodo, un rabdomante della cultura», matura tramite le letture e gli studi una vocazione letteraria drammatica, legata ai modi degli antichi e profondamente influenzata dalle letture psicologiche, dagli epigoni della letteratura europea oltre che dagli scrittori italiani: inizia il periodo durante il quale Tozzi si dedica a prove letterarie e scrive la maggior parte dei suoi capolavori, molte novelle ed alcune pièce teatrali.
Nell'agosto del 1909 nacque il figlio Glauco. Nell’ottobre dello stesso anno, assieme ad Angelo Maria Tirabassi, si impegnò nella scrittura della commedia La Pippa, tratta da una novella di Anton Francesco Grazzini (detto il Lasca), per la raccolta Cene. Il progetto prevedeva che i diritti di rappresentazione fossero equamente divisi tra i due; tuttavia, quando venne rappresentata la prima volta nell’ottobre del 1913, l’opera, il cui titolo fu cambiato in La vergine dell’Antella: tre atti boccacceschi e un prologo, recava come autore unico Tirabassi, provocando un temporaneo deterioramento dei rapporti tra i due intellettuali.
Comunque, tra il 1908 e il 1910, Tozzi continuò a dedicarsi al teatro e scrisse L’eredità, Le due sorelle, La famiglia e la «novella drammatica» Il ritorno.
Nel 1910 scrisse Ricordi di un giovane impiegato che, sottoposto alla rivista «Lettura», non venne pubblicato. L'opera nasce in seguito all'esperienza di Tozzi a Pontedera e Firenze. Verrà pubblicato da Borgese con il titolo Ricordi di un impiegato (dapprima in «La rivista letteraria», 1920; poi postumo, in volume, per Mondadori, Milano 1924 e 1927). Protagonista di tale rielaborazione autobiografica è Leopoldo, inetto la cui condizione esistenziale è la gioventù vissuta come inettitudine che caratterizzerà tanti altri personaggi tozziani.
Nel numero 12 del 15 giugno 1910 di Pagine libere, rivista ticinese, fu pubblicata la lirica A Roma e in un numero successivo In campagna.
Sempre nel 1910 Tozzi conobbe Ugo Ojetti cui inviò le novelle In campagna, La madre, Assunta, Il ritorno e Primo amore che, per alcuni critici, dovrebbe costituire la prima stesura di Con gli occhi chiusi.
Nel 1911 iniziò la collaborazione con la rivista «L'Eroica» sulla quale pubblicò la novella Tregua, la raccolta di aforismi Barche capovolte, Marzo (prosa sulla guerra in Libia) e due liriche.
Dopo la nascita del figlio, Tozzi riprese l'amicizia con Giuliotti. Influenzato dall'opera poetica dell'amico, si dedicò alla composizione poetica e, nel 1911, pubblicò a sue spese il suo primo libro La zampogna verde, passata inosservata al pubblico. Si tratta di un'opera i cui endecasillabi traducono la prorompente sensibilità di artista desideroso di espressione; necessità che fa sì che venga messa al centro la musicalità, intesa come ricerca interiore e strumento di elevazione dell’anima.

#### L'esperienza della rivista «La Torre»
Con Giuliotti, nel 1913 fondò la rivista quindicinale «La Torre. Organo della reazione spirituale italiano». La redazione si trovava a casa di Tozzi e i collaboratori più assidui della rivista furono lo scrittore Ferdinando Paolieri, il poeta sacerdote francese Louis Le Cardonnel, Johannes Joergensen, uno degli esponenti più significativi del simbolismo danese, Guido Battelli, scrittore versatile i cui interessi si concentrarono principalmente sulla letteratura mistica e sull’arte medievale.
Sorta come tentativo di contrapporsi alle esperienze culturali avanguardiste, fu una testimonianza preziosa di una particolare mentalità diffusa in ambienti cattolici alla vigilia della prima guerra mondiale. Faceva propria, seppur con presupposti differenti, l'ansia di rinnovamento che aveva animato anche Giovanni Papini e Giuseppe Prezzolini all'inizio del secolo. La rivista aveva come programma la reazione spirituale italiana, che avrebbe dovuto fondarsi sulla fede e sulla tradizione cattolica; dal punto di vista letterario, si proponeva il recupero dell'arte dantesca e degli scrittori medievali per fondare una nuova letteratura nazionale.
I tre animatori principali della «Torre» svolgevano ruoli diversi all’interno della rivista: Giuliotti stese il programma e mise a disposizione il capitale per la realizzazione del giornale; Tozzi si occupava della realizzazione concreta del giornale, dei rapporti con la tipografia, dell’impaginazione, della corrispondenza, della consegna delle copie ai rivenditori; Paolieri si impegnò a sostenere il giornale ne «La Nazione» della quale era già da tempo apprezzato collaboratore.
Nel corso di vita della rivista cambiò sede, venendo spostata a Firenze e, in seguito a diversi problemi finanziari, la rivista cessò le pubblicazioni con il numero 2 del 21 maggio 1914. Tozzi si era già disinteressato al progetto in seguito all'improvviso trasferimento a Roma.

#### Le opere di argomento senese
Di fondamentale importanza nel suo percorso di fede - riscoperta in seguito alla cecità e vissuta come qualcosa di istintivo che scaturiva dall'anima - fu la scoperta dei due santi più rappresentativi di Siena, Santa Caterina e San Bernardino. L'interesse nei confronti di tali personaggi si ascrive nel più generale interesse tozziano per la storia della sua città, che si concretizzò in diverse opere letterarie.
Tra queste, la Città della Vergine. Venne pubblicata a Genova nel 1913 dall'editore Formiggini, con xilografie di Gino Barbieri e di Ferruccio Pasqui. Il poema è dedicato alla Vergine, che Tozzi riteneva legata alla città di Siena in maniera indissolubile, superando anche l'amata Santa Caterina, protettrice della città. All'interno dell'opera, trova spazio Pia de’ Tolomei, con un cenno alla sua triste sorte di donna ripudiata. Tozzi conferma una conoscenza approfondita della storia antica della città: in un passo, per esempio, Tozzi rievoca la Battaglia di Montaperti, punto fermo della narrazione mitologica senese, parte fondamentale della memoria collettiva della città.
L'interesse per la città di Siena, le sue figure fondanti, le sue scrittrici e i suoi scrittori lo porterà a compilare l'antologia Antichi Scrittori Senesi, dalle origini a Santa Caterina, pubblicato da Giuntini e Bentivoglio nel 1913. Non si tratta di una semplice opera di erudizione, quanto di un documento effettivo della personalità dello scrittore.
Sempre per i tipi Giuntini e Bentivoglio, nel 1915, Tozzi pubblicò un nuovo studio frutto delle sue ricerche sugli antichi scrittori senesi: Mascherate e strambotti della Congrega dei Rozzi di Siena, un'opera che porta a vivere la Siena del Rinascimento e la sua cultura popolare attraverso i giochi di ragazzi, le mascherate, gli schiamazzi e gli intrattenimenti all'insegna del goliardico, influenzati dai personaggi della commedia dell'arte, narrati con uno stile ironico e coinvolgente.
Iniziò anche a lavorare all'epistolario di Santa Caterina e su questo argomento pubblicherà nel 1918 Le cose più belle di Santa Caterina da Siena, in cui Tozzi seleziona alcune lettere del corpus cateriniano «per chi non ha tempo né voglia di leggerlo da cima a fondo».

#### Altre esperienze letterarie e intellettuali
Sempre al primo decennio del Novecento risalgono alcune novelle tra cui La madre, Luisa (poi divenuta Storia semplice), Storia semplice, Assunta, forse uno dei suoi primissimi componimenti, e Il musicomane.
Nell’estate del 1908 si dedicò alla stesura del poema in prosa Paolo e, anche se si vide rifiutare dalla rivista «La Lettura» alcuni suoi scritti, Tozzi continuò a scrivere, componendo, nell’autunno di quello stesso anno, le novelle Le sorelle e La sorella.
Frequentando gli ambienti letterari senesi, conobbe il marchese Piero Misciattelli e la concittadina Vittoria Gazzei Barbetti, violinista e poi letterata, alla quale si ispirò per delineare la violinista Enrichetta Gastinelli nel racconto Dopo il concerto (in Novelle, 1913)
.
Il 1913 segnò una svolta fondamentale per la carriera di Tozzi: conobbe infatti Giuseppe Antonio Borgese, critico che divenne amico dello scrittore, nonché grande sostenitore: per primo ne riconobbe il merito letterario e lo incoraggiò nella scrittura. Borgese riteneva Tozzi «uno dei primissimi edificatori nella nuova giornata letteraria d’Italia», come scriveva in Tempo di edificare. Tozzi, dal suo canto, dedicherà Il Podere (1921) «a G. A. Borgese».
Fu proprio nel 1913 che Tozzi si impegnò per intensificare il suo lavoro, determinato a far decollare la propria attività narrativa e la propria carriera e identità di scrittore. Pubblicò, infatti, la novella Un fattore nell’«Almanacco senese per l’anno 1913» curato da Dante Rossi e iniziò a collaborare alla rivista bolognese «Il San Giorgio. Giornale dei nuovi romantici», nella quale comparve la prosa autobiografica La mia conversione. Come già ricordato, nello stesso anno fondò e diresse La Torre, nella quale comparvero circa ventuno suoi scritti, molti non firmati e pochi altri autografi tra i quali, I due, su Gozzano-Guglielminetti, Quel che manca all’intelligenza, G.A. Borgese e Dopo il Carducci.
Scrisse i frammenti di Bestie; tra il 1909 e il 1914 è datata la composizione di uno dei suoi romanzi più famosi, Con gli occhi chiusi: sono gli anni in cui Tozzi si accosta definitivamente alla narrativa.

### Maturità e sessennio romano
Nel 1914 Tozzi, deciso ad affermarsi nell'ambiente letterario, si trasferì a Roma con la moglie e il figlio, inaugurando il periodo che la critica è solito identificare come "Sessennio romano": durerà dal trasferimento dell'autore in capitale sino alla sua morte.
Cominciò a collaborare a diversi giornali e a varie riviste letterarie, mentre l'Italia entrava in guerra. La sua collaborazione intensa con quotidiani e riviste fece sì che la più rappresentativa produzione letteraria fosse costituita perlopiù da novelle, forma di scrittura che era tra i prodotti più richiesti e apprezzati dell'epoca e che trovava fra i sostenitori anche quel pubblico "medio" che accoglieva favorevolmente questo formato per la brevità delle composizioni.
Nel 1914 compose le novelle La fame, L’adultera e La scuola d’anatomia cui seguirono Il racconto di un gallo, Un’osteria, Una polmonite, Un idiota, Una visita, Lo zio povero e Fratello e sorella mentre nella rivista «La grande illustrazione» furono stampate undici prose poi confluite nella raccolta Bestie (Milano 1917).
Con lo scoppio della Grande Guerra, Tozzi viene impiegato, grazie alla mediazione di un amico (probabilmente Borgese) presso l'ufficio stampa della Croce Rossa, in via delle Tre Cannelle. Da questo impiego, che Tozzi lamentava nelle lettere all'amico Giuliotti, l'autore ebbe modo di ricavare dei vantaggi: oltre a evitare il fronte, Tozzi poté continuare a scrivere e a coltivare i propri rapporti intellettuali. Lavorava, del resto, con Marino Moretti, Guido Guida e l'ufficio era un punto di ritrovo per giovani intellettuali e soldati come Giovanni Papini e Pietro Pancrazi.
Riprese, in questi anni, il progetto di Bestie. L'opera ebbe una gestazione editoriale piuttosto travagliata: nel 1916 numerose furono le lettere che Tozzi inviò alla moglie raccontandole le difficoltà incontrate con l’editore Ugo Nalato, dovute anche allo scoppio della Guerra. La situazione si sbloccò grazie all’intervento di Borgese che sottopose l’opera alla casa editrice Treves. Proprio con Treves Tozzi firmò infatti il contratto per la pubblicazione della raccolta nel marzo dell’anno successivo.
Nel frattempo continuò a scrivere novelle, articoli e saggi: compose La vera morte e Parole di un morto; pubblicò Ringraziando le rondini e Le fonti; Il ritorno di Nando e le sue conseguenze, Il porco di Natale e Il maresciallo Del Grullo furono inviate e pubblica invece nel periodico di guerra «Il Soldato» (e sono le uniche novelle di argomento bellico di Tozzi); a «Cronache d’attualità» affidò i saggi brevi Le ciance con la critica, Spunti su la lirica attuale, «La guerra delle idee» di G.A. Borgese; infine su «Sapientia» furono pubblicati alcune riflessioni di argomento letterario come Per l’arte di Grazia Deledda e Il binomio Gozzano Moretti e il «Giardino dei frutti».
Nell’estate del 1917 iniziò a comporre il romanzo Gli egoisti (pubblicato postumo insieme con L’incalco con una nota di Borgese nel 1923); nel mentre proseguiva a scrivere novelle come La festa di ballo, L’amore di Lellino, Anima giovanile e Il marito.

Nel 1918, per volere di Luigi Pirandello, che da maggio era alla guida del supplemento letterario settimanale del Messaggero, Tozzi lavorò assieme a Pier Maria Rosso di San Secondo (con il quale ebbe rapporti burrascosi) nella redazione del Messaggero della domenica. La realizzazione di tale progetto editoriale rappresentò il momento culminante dell'incontro tra due dei maggiori narratori del primo Novecento.

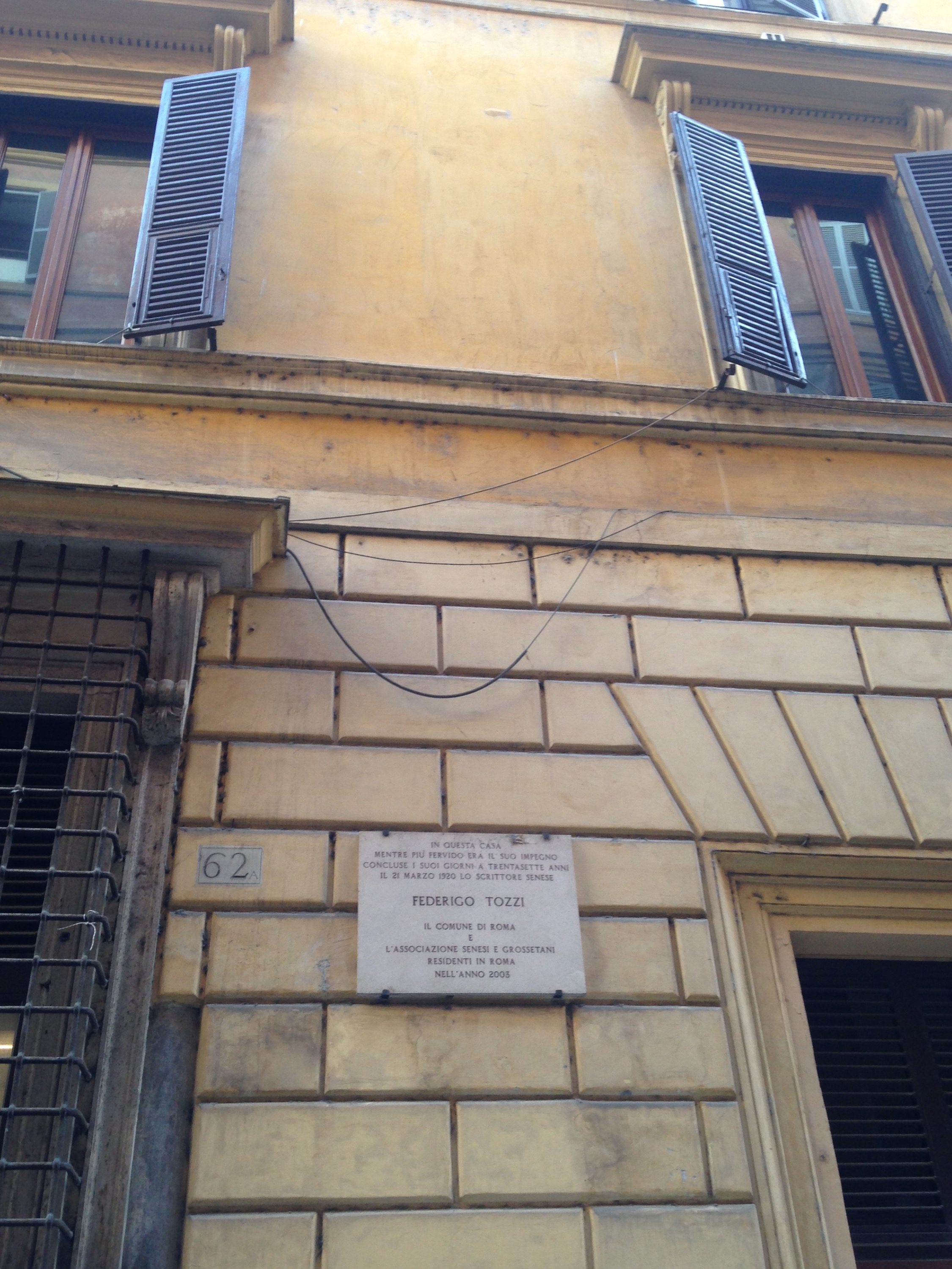
Roma, via del Gesù 62: memoria della residenza romana di Federigo Tozzi

Per il Messaggero della domenica Tozzi compose alcune delle sue novelle migliori, come La casa venduta, che apparve sul numero del 20 giugno 1918, a cui ne seguirono altre (Creature vili, Il crocifisso, Mia madre e I nemici); produsse inoltre una prosa lirica (Le fonti) e oltre una quarantina di articoli saggistici, talvolta anonimi o sotto la firma Lector, lo pseudonimo usato dallo scrittore già sulle colonne dell'«Idea Nazionale».
Nello stesso anno si accordò con Treves per la pubblicazione di Con gli occhi chiusi: ancora una volta il supporto di Borgese si rivelò determinante per la riuscita dell’accordo con l’editore Giovanni Beltrami, che si era inizialmente opposto al dare alle stampe l’opera dopo che Tozzi aveva pubblicato una recensione negativa su La beffa di Buccari di D’Annunzio, che all’epoca pubblicava con Treves, onde evitare di incattivire i rapporti con il Vate. L'opera apparve, infine, nel 1919.
Nel luglio del 1918, dopo aver letto Verga, concluse la stesura del Podere edito, grazie all’intercessione di Pirandello, presso i tipi di Treves, postumo nel 1921. Nell’inverno concluse il romanzo Tre croci e iniziò, probabilmente, la redazione del dramma in tre atti L’incalco.
Bestie e Con gli occhi chiusi, oltre che la collaborazione con le riviste, portarono a Tozzi la notorietà. A poco a poco aumentarono le richieste e le pubblicazioni da parte di riviste come «Noi e il mondo», inserto del quotidiano «La Tribuna», «Lidel», rivista femminile, «Il Resto del Carlino», «Rivista d'Italia» e molte altre; «La Nuova Antologia» accettò di editare la novella L’ombra della giovinezza a scapito della pubblicazione di Tre croci, capolavoro dell'autore per Borgese, per la quale successivamente firmò un contratto con Treves.
Al principio del 1920 Tozzi si dedicò alla correzione delle bozze del Podere e alla revisione di Ricordi di un impiegato, con l’intenzione di affidarne la stampa alla «Rivista letteraria».
Oltre ai romanzi, Tozzi scrisse complessivamente 120 racconti, 21 dei quali furono raccolti in un volume dal titolo Giovani, che l'autore aveva iniziato a progettare ma che vedrà la stampa solo postumo.

### Morte

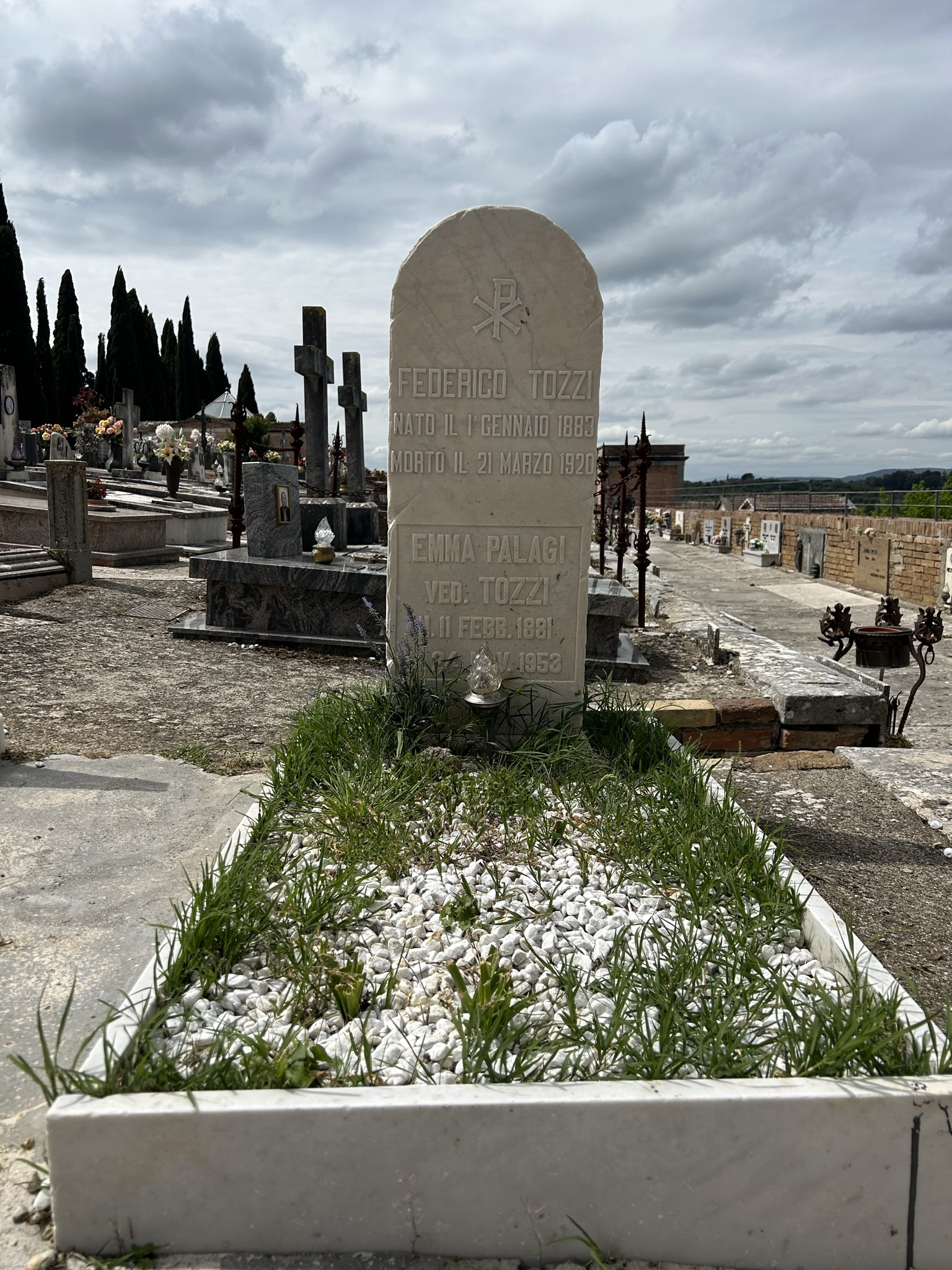
La tomba di Federigo Tozzi presso il Cimitero del Laterino di Siena, dopo il restauro.

Il 21 marzo 1920, mentre usciva Tre Croci, lo scrittore morì, colpito dall'influenza spagnola che gli causò una violenta forma di polmonite.
La salma dovette essere traslata da Roma a Siena, per le esequie, in treno. Il vagone con il feretro fu erroneamente fermato nel deposito ferroviario di Chiusi, vicino Siena, e giunse solo dopo, con ritardo, alla stazione, evento che causò la dispersione di parte della folla accorsa per omaggiare lo scrittore. Il corpo venne portato, in processione, al Cimitero del Laterino a Siena, dove riposa tuttora insieme alla moglie Emma Palagi.

## La riscoperta da parte della critica, la ricezione, la poetica

### La pubblicazione postuma
Tozzi lasciò le sue opere per lo più inedite oppure disperse tra giornali e riviste: spettò al figlio Glauco il riordinamento del materiale che fu, in parte, pubblicato postumo: Il podere vide la luce nel 1921, Gli egoisti nel 1923 e Ricordi di un impiegato nel 1927.

### La riscoperta critica: Tozzi artista di una provincia europea[31]

#### Tozzi verista?
Lo scrittore senese fu riscoperto dal grande pubblico molto tardi, negli anni Sessanta, probabilmente a causa dell'errata interpretazione delle sue opere, fino ad allora genericamente considerate come un tardo prodotto decentrato nella campagna toscana del verismo. Per lungo tempo Tozzi è stato considerato come uno degli autori "tradizionali" che avrebbero dovuto rifondare il romanzo tornando ai modelli dell'Ottocento, per come desiderato da Borgese. Del resto, lo stesso Borgese dichiarava che Verga era «l’edificatore del vecchio tempo», mentre Tozzi è «uno dei primissimi edificatori nella nuova giornata letteraria d’Italia» (dalla dedica a Tozzi nella raccolta di saggi letterari Tempo di edificare).

#### Tozzi come epigono della cultura modernista europea
Tuttavia, se dopo un primo periodo di amore per d’Annunzio, è vero che Tozzi si avvicina a Verga, il mondo contadino che lui rappresenta e la campagna senese non sono il mondo dei vinti, della roba, delle superstizioni popolari, non ci sono la regressione e lo straniamento come tecniche narrative. In Tozzi prevale la creazione di un ambiente sempre deformato, come sono deformati i personaggi e le loro passioni, presi di sbieco, nelle loro piccole crudeltà quotidiane. La sua narrativa è caratterizzata da illuminazioni improvvise, capovolgimenti dell’anima, flussi psicologici che collocano Tozzi nell’orizzonte del modernismo. Nell’orizzonte, quindi, di una letteratura nuova, di una letteratura in cui il grande romanzo ottocentesco è svuotato nelle sue fondamenta, in cui si riduce il tasso di narratività, in l'ossatura del romanzo è ridotta alla paratassi ed è fatta di giustapposizioni, di punteggiatura espressionista – particolare in Tozzi è l’uso del punto e virgola – e deformante. Tozzi, non collocato in quest’orizzonte, è risultato uno scrittore ora difficile, ora naif, ingenuo, non colto – ipotesi che i primi critici hanno avvalorato facendo leva sulla sua irregolare formazione; ma Tozzi, è in realtà uno scrittore colto, nutritosi di letteratura mistica, di classici trecenteschi, di Poe, Zola, Dostoevskij, della Bibbia, di William James; è quindi, un rabdomante consapevole.
Sulla base di questi presupposti, la recente critica ha capovolto la visione di un Tozzi realista proponendolo come scrittore di stampo profondamente psicologico e vicino al simbolismo, paragonandolo a livello europeo alla prosa di Kafka e Dostoevskij e, quindi, agli epigoni del modernismo.
Fondamentali per la comprensione e la rilettura dell'opera di Tozzi sono risultati i contributi di due autorevoli studiosi, Giacomo Debenedetti e Luigi Baldacci, che hanno inaugurato la felice riscoperta critica dell'autore che dura fino a oggi.

### Poetica

#### Come leggo io
Tozzi non ha mai scritto opere sistematiche dedicate a dichiarazioni di poetica; le sue visioni a tal proposito emergono dagli articoli e dai saggi pubblicati sui periodici o rimasti inediti. Il più rilevante tra questi è Come leggo io (1919), con il quale Tozzi esprime il proprio bisogno di svuotare la trama tradizionale. Tozzi dichiara di approcciarsi alla lettura con lo scopo di studiare i personaggi in un modo particolare: deve interromperli, prenderli alla rovescia, quando meno se l’aspettano, senza lasciarsi dominare da quel che dicono. All’autore non interessa una narrativa di fatti, basata sull’azione e difatti afferma di ignorare le trame di qualsiasi romanzo. La sua soddisfazione è di trovare qualche pezzo in cui lo scrittore sia riuscito a indicare una qualunque parvenza della fuggitiva realtà, e quindi sia riuscito a intuire e a registrare "qualsiasi misterioso atto nostro" che registri l’oscillazione degli stati d’animo del soggetto.
Se il primo periodo è fatto bene, cioè se lo scrittore l’ha sentito nella sua costruzione stilistica, mi rassereno. Ma il periodo può esser fatto bene a caso oppure ad arte. Questa differenza la conosco leggendo il secondo periodo; e, per precauzione, leggendone altri, sempre aprendo il libro qua e là. Se questi periodi resistono al mio esame, può darsi ch’io mi convinca a leggere il libro intero. Ma non mai di seguito. Mi piace di gustare qualche particolare, qualche spunto, qualche descrizione, dialogo, ecc. Sentire, cioè, come lo scrittore è riuscito a creare. Se leggessi il libro di seguito, io non avrei modo di giudicare quanto i personaggi «sono fatti bene».
Io li devo interrompere, li devo pigliare alla rovescia, quando meno se l’aspettano; e, soprattutto, non lasciarmi dominare dalla lettura di quel che essi dicono. Bisogna che li tenga sempre lontani da me, in continua diffidenza; anzi, ostilità. Anche i libri mediocri, letti di seguito all’inizio di un nostro stato d’animo che è suscettibile di svilupparsi, possono sembrare, specie lì per lì, molto belli. E più quelli che hanno un senso logico sentimentale o quasi. Ma io non mi lascio convincere. La bravura del mestiere è più che pericolosa. E la buona «immaginazione» vorrà essere sempre libera e sciolta da qualunque consenso anticipato. Gli «effetti sicuri» sono l’opposto della forza lirica. Gli svolazzi, gli scorci, le svoltate, le disinvolture, i pavoneggiamenti, le alzate della trama non contano niente. Anzi tanto più lo scrittore si è compiaciuto degli effetti cinematografici che potevano ritrarsi dagli elementi della trama (i quali non possono essere altro che esteriori rispetto alla sostanza vera del romanzo) e tanto più egli avrà dovuto trascurare la profondità. Ai più interessa un omicidio o un suicidio; ma è egualmente interessante, se non di più; anche l’intuizione e quindi il racconto di un qualsiasi misterioso atto nostro; come potrebbe esser quello, per esempio, di un uomo che a un certo punto della sua strada si sofferma per raccogliere un sasso che vede e poi prosegue la sua passeggiata. Tutto consiste nel come è vista l’umanità e la natura. Il resto è trascurabile, anzi mediocre e brutto. [...] Io dichiaro d’ignorare le «trame» di qualsiasi romanzo; perché, a conoscerle, avrei perso tempo e basta. La mia soddisfazione è di poter trovare qualche «pezzo» dove sul serio lo scrittore sia riuscito a indicarmi una qualunque parvenza della nostra fuggitiva realtà. [...] 
Come si vede, io sono un «pessimo» lettore; e, quel che è peggio, me ne vanto.»
(Federigo Tozzi, Come leggo io)

## Tematiche

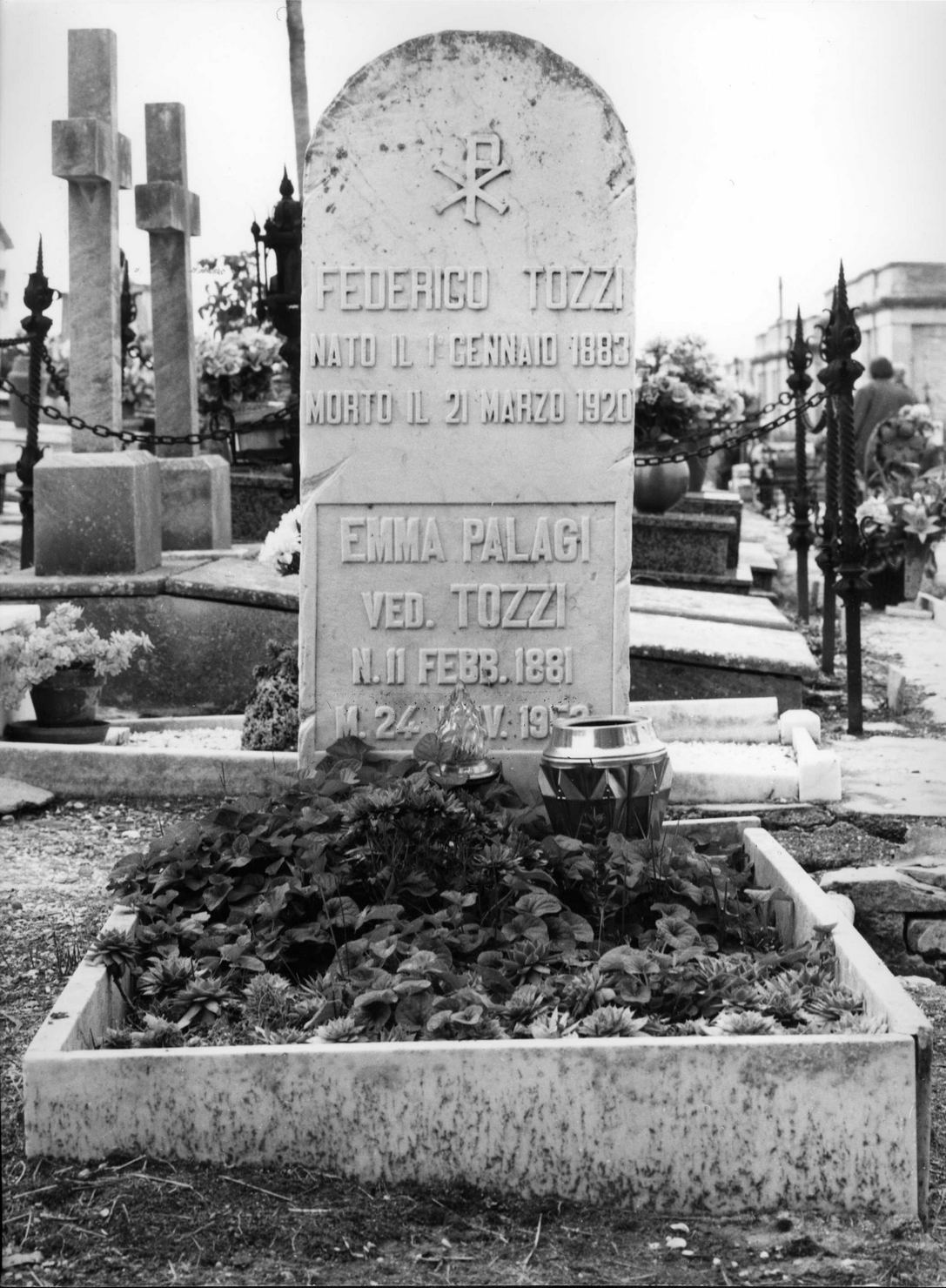
Tomba di Federigo Tozzi, insieme alla moglie, al cimitero del Laterino di Siena, prima del restauro

Piuttosto apprezzato dai contemporanei, tra i quali Pirandello, soprattutto per il suo interesse ai particolari psicologici e per la sua visione "da dentro" delle vicende, fu però anche criticato per autobiografismo ed "eccessi psicologici".
Dopo la sua morte, una parte della critica, in particolare Borgese e Russo, pose l'accento principalmente sul confronto del modello verista o addirittura regionalista, tralasciando alcune peculiarità di Tozzi, come la capacità di rappresentare le vicende psichiche che portano i suoi personaggi all'inettitudine; mentre gli intellettuali di Solaria cercarono di recuperarne la prospettiva europea, riconoscendo nelle tematiche da lui sviluppate collegamenti con grandi scrittori come Kafka, Müsil, Joyce, Mann, Svevo, Proust.

La critica moderna mette oggi in risalto altri aspetti di Tozzi, come l'espressionismo, la rappresentazione allucinata della realtà, le "patologie psicologiche" dei personaggi (grazie all'intervento di Giacomo Debenedetti con Il personaggio uomo), la centralità dell'io e il "realismo-simbolico".

### Psicoanalisi
L'opera di Tozzi, valutata nel suo complesso, segna una tappa importante nella storia della narrativa italiana del Novecento perché, proponendo una forma di romanzo ripiegata sull'interiorità umana, si colloca fra la dissoluzione del naturalismo ottocentesco e le nuove dimensioni poetiche e psicoanalitiche (dal simbolismo al recupero memoriale di Proust).
Tozzi deriva da James l’idea della variabilità degli stati di coscienza e si sforza di renderne il flusso sulla pagina. In questo è vicino ai romanzi del “flusso di coscienza”. Se ne differenzia perché cerca di mantenere un’intelaiatura tradizionale, che è però svuotata dall’interno. Il punto di vista narrativo non è mai di un narratore esterno, ma è calato nella dimensione onirica e allucinata dei personaggi. Ne deriva una tensione grottesca e deformante.
La realtà gli si impone con la violenza massiccia dell'incubo dell'esperienza personale per poi essere ritrasportata, sempre sotto forma di incubo, nelle sue opere, in cui si riscontrano sia il complesso di Edipo, sia il complesso di Prometeo, in riferimento alle due figure genitoriali.

### Inettitudine e gioventù
Tozzi utilizza le forme tradizionali del realismo per esprimere una sua particolare visione della realtà che ruota intorno all'inettitudine, intesa come inadeguatezza dell'individuo a reggere nuove richieste che la vita gli fa. I personaggi che l'autore ritrae sono "incapaci di…". Nella narrativa (e in particolare nelle novelle di Giovani) tozziana l'inettitudine ha, in particolare, i connotati della gioventù: i giovani di Tozzi sono giovani non perché vivano una stagione della vita coincidente con l’adolescenza, bensì per una loro disposizione psicologica, o meglio, una sorta di malattia. Il giovane passa da uno stato d’animo all’altro rapidamente, dall’euforia alla depressione, è svogliato, inconcludente, incapace di una vita adulta e matura. I giovani di Tozzi devono avere queste caratteristiche mentali e psicologiche; infatti, i protagonisti possono avere anche quarant’anni o essere anziani.
Nei romanzi e nelle novelle di Tozzi si trova una sorta di rappresentazione lirica dello sbandamento dell'uomo di fronte alle cose. In questo, Tozzi è assimilabile a Joyce (Ulisse), Musil (L'uomo senza qualità), Kafka (Il processo), Svevo (La coscienza di Zeno, Una vita) e Thomas Mann. Tozzi si inserisce in questa scia calando in questa prospettiva l'ambito in cui vive, ovvero Siena.

### Siena
Lo stato d'animo come chiave di lettura della città di Siena, e quindi anche delle descrizioni di città può essere un criterio per una lettura dei più famosi romanzi di Federigo Tozzi.
Tozzi utilizza, deformandole, le forme tradizionali del realismo per esprimere una sua particolare visione della realtà (in particolare circa il problema dell'inadeguatezza, della difficoltà di vivere, della piccolezza) calando in questa prospettiva l'ambito in cui vive, cioè Siena (Roma ne Gli Egoisti; rilevanza, all'interno della sua opera, ha anche la rappresentazione della campagna e in particolare della campagna romana).
L'opera tozziana, come fa notare Pasquale Voza (1985), è un'incessante interazione tra spunti regionali e significati universali (espressioni dello stesso Tozzi), dove il microcosmo si dilata fino ad inglobare il macrocosmo.
Anche l'aspetto autobiografico, talvolta messo al centro della produzione di questo autore, passa in secondo piano pur non perdendo di importanza: è solamente un'altra metafora per porre con forza e angoscia l'idea della difficoltà della vita.
Molto evidente, infatti, è l'analogia fisico-psichica tra l'inettitudine, il torpore dell'anima di molti dei personaggi dei romanzi di Tozzi (primo fra tutti Pietro, il protagonista di Con gli occhi chiusi) e la descrizione di alcuni scorci di Siena, raffigurata spesso come tutta raccolta in sé e inaccostabile. La realtà provinciale in cui si muovono i personaggi fa da sfondo al loro destino di solitudine e cecità.
(Con gli occhi chiusi)
E anche quando la città offre i suoi lati migliori, più aperti e più belli, questi servono solamente da sfondo di contrasto con la psicologia di tali personaggi, acuendo addirittura il loro senso di smarrimento di fronte alla vita.
(Con gli occhi chiusi,)
Il rapporto tra Tozzi e la sua città natale è sempre stato ambivalente, potrebbe assomigliare allo struggimento di un innamorato tradito. Tozzi ha amato Siena nei suoi vicoli storti e nei suoi baratri scoscesi, nelle sue piazze ariose e nelle torri slanciate, ma da Siena ha sempre cercato di fuggire, sia per le poche opportunità che offriva allora sia per evadere da ciò che Siena rappresenta nel suo immaginario, cioè l'immobilità, la tradizione, l'abitudine.
Siena è rappresentata come habitus, come una droga, un narkoticon che spegne ogni iniziativa inebriando i suoi abitanti di se stessa e della sua indubitabile bellezza.
Ma i miei brividi al tremolio bianco degli olivi! E quando io stavo fermo, anche più di un'ora, senza saper perché, allo svolto di una strada, e la gente mi passava accanto e mi pareva di non vederla né meno!

Città, dove la mia anima chiedeva l'elemosina, ma non alla gente! Città, il cui azzurro mi pareva sangue!»
(Bestie)
Una droga da cui Tozzi non riuscì mai a liberarsi, neanche a contatto con le grandi città come Firenze e soprattutto Roma, nelle quali vide sempre, come allucinazioni, riflessi della sua Siena. Questo rapporto conflittuale caratterizza anche i comportamenti di molti dei personaggi di Tozzi: per questo le sue scenografie non sono solo «ad alto coefficiente pittorico», piuttosto tendono a realizzare «un progetto speculativo diretto ad interpretare il destino dei suoi personaggi».
(Tre Croci)
Le "cose" descritte non sono mai statiche e prive di vita, anzi, partecipano attivamente alle azioni, diventandone parte integrante in quanto «gli elementi della realtà sono compartecipi del vivere umano, in un sodalizio intimo che li definisce attori a pieno titolo dell'evento».
In Con gli occhi chiusi, però, Pietro alla vista della prossima maternità di Ghisola fugge dal mondo che la sua immaginazione si era andato creando, riuscendo a interporre una distanza tra la realtà e la visione quasi onirica; mentre i fratelli Giambi, protagonisti di "Tre Croci", vedono in tutto ciò che li circonda solo inganno, lussuria, gola, sovrapponendo così in modo definitivo i due campi e perdendo la loro identità. Ai tre protagonisti, emblemi di un'umanità peccatrice, del sottosuolo e refrattaria a ogni conversione, fa da contraltare la figura positiva di Modesta che cerca insistentemente di far riavvicinare il cognato Enrico alla chiesa: 
(Tre Croci)
In tutta l'opera di Tozzi, ma soprattutto in quest'ultimo romanzo, sembra esistere soltanto il mondo interiore del personaggio: tutto ciò che ne è al di fuori è solamente la dilatazione dell'interiorità dell'attore. L'uomo e le sue emozioni diventano la misura e la dimensione del mondo, come in Malraux, Sartre, Camus, Durrell e altri. Si assiste, nell'opera tozziana, a un'esaltazione dell'individualità che andrebbe altresì riletta alla luce della conversione al cattolicesimo da parte dell'autore. A un'interpretazione esclusivamente nelle coordinate della psicoanalisi fanno da contraltare e risultano chiarificatrici le parole dell'autore stesso:
(dalla rivista La Torre)
Questo processo empatico si può facilmente notare anche in Bestie, se "il libro non viene letto come frammenti di storie possibili ancora allo stadio embrionale, ma come l'unica possibile vicenda di un io frantumato e diviso nei suoi innumerevoli e rapidissimi stati d'animo".
Per Bestie l'analogia fisico-psichica si allarga: non più solo uno scenario cittadino come secondo termine di paragone, ma ogni elemento che, allo stesso tempo, può essere segno e simbolo di un'emozione.
Qualche altra volta mi erano sembrate - libri, tavoli, sedie, tagliacarte, cuscini, lampade, pareti - poemi immensi.

Mai, in nessun modo, sono riuscito ad essere indipendente dinanzi a loro.»
(Bestie)
La percezione diventa più importante dell'oggetto percepito, il personaggio è colui che filtra le cose attraverso i suoi stati d'animo. Spesso le descrizioni sono allucinate perché la scissione sta proprio nel personaggio stesso che non riesce a distinguere la dimensione interna da quella esterna. Proprio questa "disgregazione psichica" porta i personaggi tozziani all'inettitudine e all'incapacità di agire.

## La narrativa moderna
Secondo alcuni critici le opere di Federigo Tozzi potrebbero esigere una certa maturità di lettura dato che la sua prosa può talvolta rivelarsi ostica, scostante; Tozzi infatti non ha l’obiettivo di incantare o accattivarsi il lettore e il mondo che descrive è un mondo fatto di piccole crudeltà quotidiane e inettitudine. Tozzi richiede dunque una partecipazione del lettore nel superamento di questa barriera così da poter entrare a pieno nella sua poetica.

### Con gli occhi chiusi
Federigo Tozzi iniziò il romanzo nel 1909, lavorandoci a più riprese, riuscendo finalmente a farlo stampare solo nel 1919 presso l'editore Treves. Esso narra la storia di Pietro Rosi, un giovane debole e introverso; il padre è il proprietario di una trattoria e di un podere e lo disprezza, considerandolo un inetto. Pietro ha una contrastata relazione con Ghisola, una povera contadina che vive presso gli zii, salariati del padre. L'amore tra i due, però, nonostante l'inconsapevolezza di Pietro, non funziona e, dopo alterne vicende, i suoi sentimenti per lei si spengono bruscamente.
Il romanzo ha una struttura narrativa "debole". Essa è costruita attraverso la giustapposizione di blocchi testuali separati da asterischi, in sintassi prevale la paratassi, facendo prevalere la frammentazione e la mancanza di gerarchia. A volte il narratore sembra smarrire il filo logico tra distrazioni e digressioni; non c'è più una gerarchia di momenti privilegiati o secondari. I personaggi sono studiati attraverso la psiche: non hanno spina dorsale, né scheletro o impalcatura; tra loro manca solidarietà. I personaggi principali risultano addirittura sfocati. L'andamento della vicenda procede per salti e scarti repentini, seguendo ciò che detta la coscienza.
Il titolo Con gli occhi chiusi ha diversi significati: allude allo stato in cui riversa Pietro, che è al tempo stesso uno stato onirico, regressivo, mortifero, infantile e, quindi, di inettitudine.
Con gli occhi chiusi ottenne, come tutte le opere di Tozzi, un riconoscimento critico piuttosto limitato, benché gli scrittori di Solaria e Campo di Marte avessero segnalato il romanzo. Insieme a Tre croci, il romanzo fu apprezzato per la modernità degli approfondimenti psicologici. L'affermazione dell'opera avvenne solo negli anni Sessanta, quando ebbe una maggiore diffusione.

### Tre croci
Si tratta del romanzo più drammatico di Tozzi. È la storia di tre fratelli, i fratelli Gambi, che firmano cambiali false per pagare i debiti del loro negozio di libri e delle spese con cui cercano di dimenticare la loro situazione economica e morale. Alla fine, il maggiore si impicca, assumendosi la responsabilità dell’atto illegale, e gli altri due fratelli muoiono nella degradazione. Le nipoti comprano tre croci - cui allude il titolo - per le loro tombe, riscattandone la vita. Nell’angoscia della loro esistenza si rivela una possibilità religiosa. Il romanzo è costruito come una tragedia antica e sprigiona una forza cupa. Tuttavia, l’introduzione dell’elemento religioso appare forzato ed esterno.
Il romanzo fu apprezzato più dal pubblico che dalla critica e mise in ombra Con gli occhi chiusi. La critica, invece, considera Tre croci meno poetico del precedente, ma più epico perciò più attraente per i lettori. Come dice Carlo Cassola:
La gente comune ama i romanzi, e Tre Croci è più romanzo di Con gli occhi chiusi. Con gli occhi chiusi è più poetico, ma meno epico dell'altro.

A questo punto mi accorgo che è necessaria una spiegazione generalissima: in che consiste la differenza tra le due fondamentali espressioni letterarie, la lirica e l'epica? Uso apposta la parola epica, benché ai nostri tempi la sola forma dell'epica sia la narrativa, perché nessuno possa cavarsela dicendo che la prima è in versi e la seconda in prosa.

Certo che il romanzo è in prosa; ma il poema epico, che lo ha preceduto nel tempo, assolvendo la stessa funzione? La Commedia, tanto per fare un solo esempio, è in versi, eppure non ha niente a che vedere col Canzoniere del Petrarca, e con la stessa poesia amorosa di Dante. Quest'ultima appartiene al genere lirico, mentre la Commedia all'epico.

Allora, qual è la differenza? Che il poeta lirico parla di sé, mentre il poeta epico parla degli altri. Bisogna però che questi altri non siano proiezioni dell'autore, come accadde per parecchio tempo allo stesso Tozzi.»

### Il podere
Il podere che dà titolo al romanzo, è un possedimento da amministrare. Il protagonista è Remigio che, alla morte del padre, riceve in eredità un podere, contesogli sia dalla matrigna che dalla vecchia amante del padre. È essenzialmente la storia di un inetto che subisce la crudeltà umana: Remigio infatti respinge il modello propostogli dal padre ma non sa trovare una valida alternativa, per cui non riesce a essere un buon padrone, né sa comandare e farsi rispettare dai suoi sottoposti. Tutti sono contro di lui perché, secondo la loro ottica, chi non sa amministrare è un pericolo sociale e come tale deve essere allontanato il più presto possibile. Alla fine, uno di loro, Berto, che lo odia apparentemente senza ragione, lo uccide.
In questo romanzo Tozzi cerca di recuperare, pur senza rinnegare le sue precedenti innovazioni, uno stile e una forma più tradizionali. Descrive un mondo di ansia, angoscia e paura determinato dall'impatto con la realtà che è minacciosa, incombente, aggressiva. È un mondo fatto di traumi, ferite sempre aperte, lesioni profonde della personalità. I personaggi non ne hanno la cognizione, ma ne vengono influenzati e si comportano illogicamente a causa di questi impulsi inconsci.

### Bestie
Si tratta di una raccolta di 69 frammenti, o aforismi, che hanno un solo denominatore comune: in ognuno di questi brevi racconti compare, in maniera anche casuale e marginale, un animale. Per capire il senso globale dell'opera, occorre tenere presenti l'aforisma iniziale e quello finale, che definiscono quelli intermedi. Questi due frammenti sono infatti caratterizzati dalla presenza dell'unico animale che, all'interno della raccolta, sembra essere stato investito di un valore simbolico: l'allodola, che rappresenterebbe un bisogno di elevazione, di senso, di accordo con la natura. Nel primo frammento viene descritta la difficoltà dell'allodola a vivere in un mondo dominato dall'uomo:
(Federigo Tozzi, Bestie)
nell'ultimo è presente un appello all'animale perché ritorni nell'anima.
(Federigo Tozzi, Bestie)
Gli aforismi intermedi, privi dell'allodola, diventano delle allegorie vuote, che sottolineano il bisogno di significato e l'impossibilità di ottenerlo. Bestie è quindi un'opera che esprime la frammentarietà e l'assurdità della vita.

### Le novelle
Insieme alle novelle di Pirandello, le novelle di Tozzi sono il risultato più elevato della novellistica del primo Novecento, e con quelle di Verga in assoluti del genere in Italia. Per tematiche e rilievo artistico a livello europeo possono accostarsi a quelle di Joyce e Kafka.
Inizia a scrivere novelle nel 1908 e continua fino alla morte, arrivando a scriverne 120 in dodici anni, un numero elevatissimo se si pensa, ad esempio, che Pirandello ne scrisse il doppio in cinquanta anni di attività.
Le novelle sono tra i testi più belli e Baldacci le definì la punta di diamante di tutta la produzione tozziana. In esse Tozzi può registrare più liberamente i movimenti minimi della psiche e attuare il suo progetto di dissoluzione delle forme tradizionali. 
I personaggi sono quasi sempre grotteschi, mostruosi, deformati, così come risulta deformata la visione della realtà che le novelle stesse presentano. Essi sono legati da rapporti aggressivi, torbidi, sadomasochistici. Sono sia vittime che aguzzini. Su di essi domina la figura violenta del padre o dei suoi sostituti (fratello maggiore, amico più grande…). La donna è sempre tra le vittime, spesso complice dei suoi aguzzini, le figure materne sono deboli e impotenti. Il paesaggio non esprime un momento di conciliazione con l’uomo che lo abita: è una presenza inquietante, oppressiva, aggressiva (case che si sopraffanno, muri che soffocano il viandante…). Il motivo ideologico e religioso, quando compare non è presentato in maniera unitaria e razionale, ma come simboli turbanti e disorientanti.

#### Giovani
Nel 1919 pensa di raccogliere alcune novelel in volume. Ne scegli 21 e le unifica sotto il titolo Giovani. Il titolo indica, non tanto una stagione della vita coincidente con l’adolescenza, bensì una disposizione psicologica, o meglio, una sorta di malattia. Il giovane passa da uno stato d’animo all’altro rapidamente, dall’euforia alla depressione, è svogliato, inconcludente, incapace di una vita adulta e matura. I giovani di Tozzi devono avere queste caratteristiche mentali e psicologiche; infatti, i protagonisti possono avere anche quarant’anni o essere anziani. Quando sono adolescenti sono subalterni al padre: il rapporto con il padre è ambiguo, il modello paterno non è mai accettato ma neanche respinto del tutto. Il giovane resta a metà strada, incapace di scegliere tra ribellione e imitazione.

## Opere

### Testi poetici
- La zampogna verde, Ancona, Puccini e figli, 1911.
- La città della Vergine. Poema, Genova, Formiggini, 1913.

### Antologie
- Antologia d'antichi scrittori senesi. (Dalle origini fino a santa Caterina), Siena, Giuntini e Bentivoglio, 1913.

### Romanzi
- Bestie, Milano, Treves, 1917. (raccolta di prose)
- Gli egoisti. Romanzo, Roma-Milano, A. Mondadori, 1924. (ultimo romanzo)
- Ricordi di un impiegato. Opera postuma, Roma, La rivista letteraria, 1920; Milano, A. Mondadori, 1927.
- Trilogia di romanzi sull’inettitudine

1. Con gli occhi chiusi. Romanzo, Milano, Treves, 1919.
2. Tre croci. Romanzo, Milano, Treves, 1920.
3. Il podere. Romanzo, Milano, Treves, 1921. (postumo)

### Novelle
- Mascherate e strambotti della congrega dei rozzi di Siena, a cura e con prefazione di, Siena, Giuntini e Bentivoglio, 1915.
- L'amore. Novelle, Milano, Vitagliano, 1919.
- Giovani. Novelle, Milano, Treves, 1920.

### Drammi
- La famiglia
- La verità
- Gente da poco
- L’eredità
- L'incalco. Dramma in tre atti, Roma-Milano, A. Mondadori, 1924.

### Lettere
- Novale. Diario, Milano, A. Mondadori, 1925.

### Saggi
- Realtà di ieri e di oggi, Milano, Alpes, 1928.

### Pubblicazioni postume
- Opere complete di Federigo Tozzi

I, Tre croci; Giovani, Firenze, Vallecchi, 1943.
II, Il podere; L'amore, Firenze, Vallecchi, 1943.
III, Con gli occhi chiusi; Bestie; Gli egoisti, Firenze, Vallecchi, 1950.
- Nuovi racconti, Firenze, Vallecchi, 1960.
- Opere, Firenze, Vallecchi, 1961-1988.

I, I romanzi, Firenze, Vallecchi, 1961.
II, Le novelle, 2 tomi, Firenze, Vallecchi, 1963.
III, Il teatro, Firenze, Vallecchi, 1970.
IV, Cose e persone. Inediti e altre prose, Firenze, Vallecchi, 1981.
V, Le poesie, Firenze, Vallecchi, 1981.
VI, Novale, Firenze, Vallecchi, 1984.
VII, Carteggio con Domenico Giuliotti, Firenze, Vallecchi, 1988.
- Adele. Frammenti di un romanzo, curato dal figlio dell’autore, Glauco Tozzi, Firenze, Vallecchi, 1979.
- Opere. Romanzi, prose, novelle, saggi, Milano, A. Mondadori, 1987. ISBN 88-04-22666-8.
- Barche capovolte, Firenze, Vallecchi, 1993.
- Fonti, prefazione di Antonio Prete, Roma, Edizioni degli animali, 2017
- Specchi d'acqua, Rimini, Raffaelli, 2020.